# Île Lambda (Antarctique)
Pour les articles homonymes, voir Île Lambda (homonymie).
L'île Lambda (en anglais : Lambda Island, en espagnol : Isla Lambda) est une île située immédiatement dans les îles Melchior de l'archipel Palmer en Antarctique.
Cette île fut nommé  et cartographié île Sourrieu par les expéditions polaires françaises (1903-05) de l'explorateur Jean-Baptiste Charcot, en l'honneur de l'officier de marine Bertrand Sourrieu. Mais ce nom n'a pas survécu. Le nom actuel de Lambda (la 11e lettre de l'alphabet grec) a été donné par le personnel de l'expédition Discovery du navire britannique RRS Discovery qui a dressé une carte approximative de l'île en 1927.
L'île a été visitée par des expéditions argentines en 1942, 1943 et 1948 qui y ont érigé le phare Primero de Mayo. Il s'agissait du premier phare argentin de l'Antarctique.
Dans la toponymie argentine, l'île doit son nom au bateau argentin ARA 1° de Mayo qui a mené la campagne entre 1942 et 1943.
Il a été désigné site ou monument historique (HSM-29) à la suite d'une proposition de l'Argentine relative au traité sur l'Antarctique de 1959.

## Revendications territoriales
L'Argentine intègre l'île dans la province de la Terre de Feu, de l'Antarctique et des îles de l'Atlantique sud. Le Chili l'intègre dans la commune de l'Antarctique chilien de la province de l'Antarctique chilien à la région de Magallanes et de l'Antarctique chilien. Quant au Royaume-Uni l'île est intégrée au territoire antarctique britannique.
Les trois revendications sont soumises aux dispositions et restrictions de souveraineté du traité sur l'Antarctique. L'île est donc nommée :
- Argentine : Isla 1° de Mayo ou Isla Primero de Mayo
- Chili : Isla Lambda
- Royaume-Uni : Lambda Island